# Olympische Sommerspiele 1968/Leichtathletik
| Leichtathletik bei den XIX. Olympischen Spielen | Leichtathletik bei den XIX. Olympischen Spielen |
| Olympische Ringe · Leichtathletik               | Olympische Ringe · Leichtathletik               |
| Informationen                                   | Informationen                                   |
| ----------------------------------------------- | ----------------------------------------------- |
| Datum:                                          | 13. bis 20. Oktober                             |
| Wettkampfort:                                   | Mexiko-Stadt                                    |
| Austragungsort:                                 | Estadio Olimpico de la Ciudad Universitaria     |
| Entscheidungen:                                 | Männer: 24/Frauen: 12                           |
| Teilnehmende Nationen:                          | 93                                              |
| Teilnehmer:                                     | 1031                                            |
| ← Tokio 1964                                    | München 1972 →                                  |
| Olympische Ringe                                | Leichtathletik                                  |

| Olympische Spiele 1968 Medaillenspiegel Leichtathletik | Olympische Spiele 1968 Medaillenspiegel Leichtathletik | Olympische Spiele 1968 Medaillenspiegel Leichtathletik | Olympische Spiele 1968 Medaillenspiegel Leichtathletik | Olympische Spiele 1968 Medaillenspiegel Leichtathletik | Olympische Spiele 1968 Medaillenspiegel Leichtathletik |
| Platz                                                  | Mannschaft                                             | Goldmedaillen                                          | Silbermedaillen                                        | Bronzemedaillen                                        | Total                                                  |
| ------------------------------------------------------ | ------------------------------------------------------ | ------------------------------------------------------ | ------------------------------------------------------ | ------------------------------------------------------ | ------------------------------------------------------ |
| 1                                                      | USA                                                    | 15                                                     | 6                                                      | 7                                                      | 28                                                     |
| 2                                                      | Kenia                                                  | 3                                                      | 4                                                      | 1                                                      | 8                                                      |
| 3                                                      | Sowjetunion                                            | 3                                                      | 2                                                      | 8                                                      | 13                                                     |
| 4                                                      | Australien                                             | 2                                                      | 3                                                      | 1                                                      | 6                                                      |
| 4                                                      | DDR                                                    | 2                                                      | 3                                                      | 1                                                      | 6                                                      |
| 6                                                      | Rumänien                                               | 2                                                      | 2                                                      | –                                                      | 4                                                      |
| 7                                                      | Ungarn                                                 | 2                                                      | 1                                                      | 4                                                      | 7                                                      |
| 8                                                      | BR Deutschland                                         | 1                                                      | 4                                                      | 3                                                      | 8                                                      |
| 9                                                      | Großbritannien                                         | 1                                                      | 2                                                      | 1                                                      | 4                                                      |
| 10                                                     | Äthiopien                                              | 1                                                      | 1                                                      | –                                                      | 2                                                      |
| 11                                                     | Tschechoslowakei                                       | 1                                                      | –                                                      | 1                                                      | 2                                                      |
| 11                                                     | Frankreich                                             | 1                                                      | –                                                      | 1                                                      | 2                                                      |
| 11                                                     | Polen                                                  | 1                                                      | –                                                      | 1                                                      | 2                                                      |
| 11                                                     | Tunesien                                               | 1                                                      | –                                                      | 1                                                      | 2                                                      |
| 15                                                     | Kuba                                                   | –                                                      | 2                                                      | –                                                      | 2                                                      |
| 16                                                     | Österreich                                             | –                                                      | 1                                                      | 1                                                      | 2                                                      |
| 17                                                     | Brasilien                                              | –                                                      | 1                                                      | –                                                      | 1                                                      |
| 17                                                     | Finnland                                               | –                                                      | 1                                                      | –                                                      | 1                                                      |
| 17                                                     | Jamaika                                                | –                                                      | 1                                                      | –                                                      | 1                                                      |
| 17                                                     | Japan                                                  | –                                                      | 1                                                      | –                                                      | 1                                                      |
| 17                                                     | Mexiko                                                 | –                                                      | 1                                                      | –                                                      | 1                                                      |
| 22                                                     | Italien                                                | –                                                      | –                                                      | 2                                                      | 1                                                      |
| 23                                                     | Niederlande                                            | –                                                      | –                                                      | 1                                                      | 1                                                      |
| 23                                                     | Neuseeland                                             | –                                                      | –                                                      | 1                                                      | 1                                                      |
| 23                                                     | Republik China                                         | –                                                      | –                                                      | 1                                                      | 1                                                      |

Bei den XIX. Olympischen Spielen 1968 in Mexiko-Stadt fanden 36 Wettkämpfe – davon 24 für Männer und 12 für Frauen – in der Leichtathletik statt. Insgesamt nahmen 1031 Sportler aus 93 Nationen an den Leichtathletikwettbewerben teil.

## Teilnehmer
Wie auch bei den letzten Olympischen Spielen gab es einige Probleme und Sonderfälle im Hinblick auf die Teilnahme bestimmter Nationen. Folgende Nationen waren nicht zugelassen:
- Volksrepublik China – kein Mitglied des IOC. Im Gegensatz dazu war das kleinere Taiwan in Mexiko unter der Bezeichnung Republic of China dabei.
- Südafrika
- Rhodesien
- Nordkorea – zunächst Teilnahme erlaubt, nach Fernbleiben von der Eröffnungsfeier dann doch der Ausschluss

Das geteilte Deutschland trat erstmals mit zwei eigenständigen Mannschaften auf, allerdings noch unter einer gemeinsamen Flagge. Die Bezeichnungen lauteten ‚Deutschland‘ für die Bundesrepublik Deutschland und ‚Ostdeutschland‘ für die DDR.

## Stadion

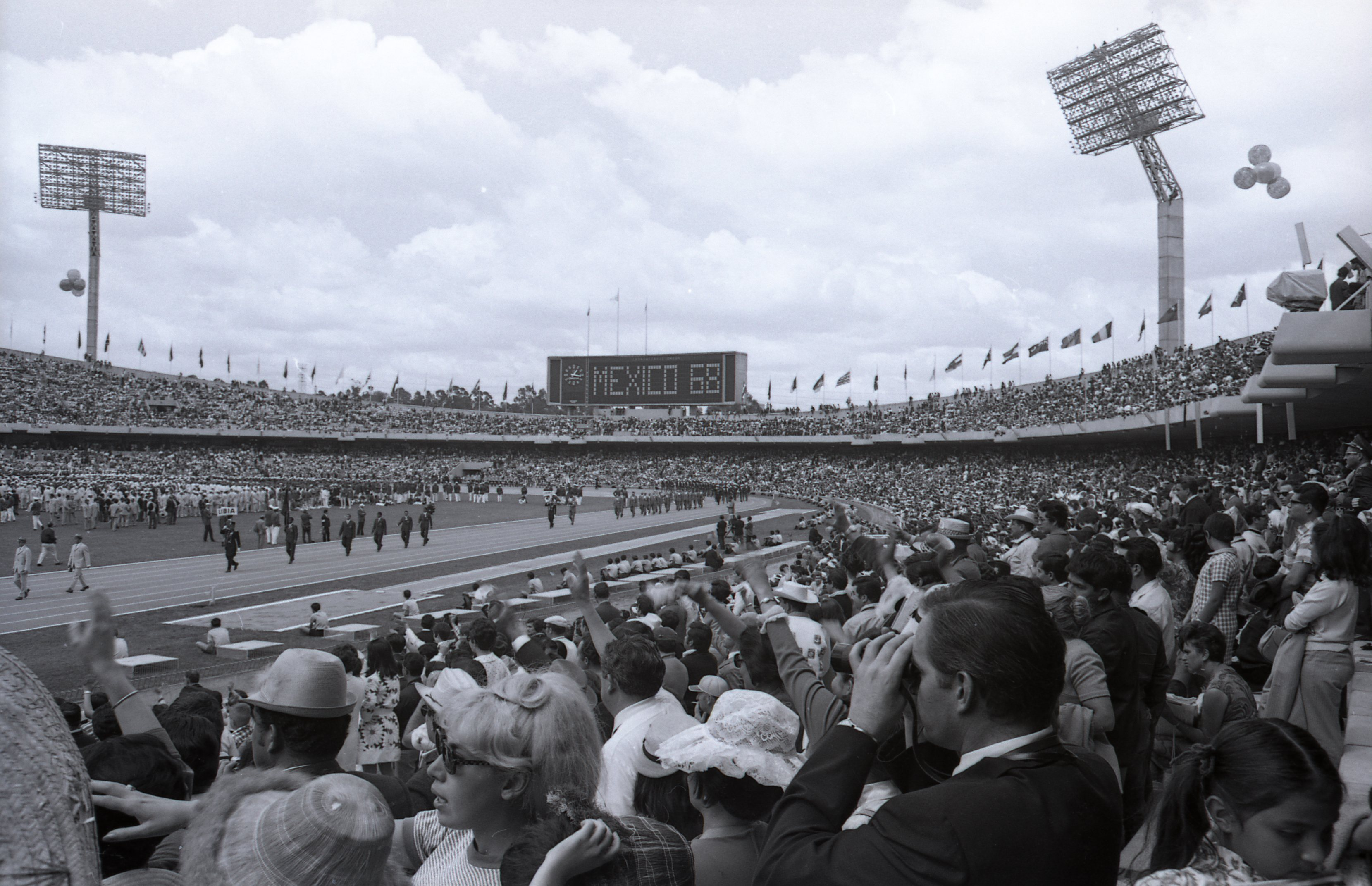
Das Olympiastadion während der Eröffnungsfeier 1968

Das Olympiastadion verfügte über eine revolutionierende Technik der Wettkampfstätten. Die 400-Meter-Rundbahn sowie die Anlaufbahnen für die verschiedenen Sprung- und Wurfwettbewerbe waren aus dem neuen Material Tartan beschaffen, einem äußerst leistungsfördernden Kunststoff, der von nun an die bis dahin üblichen Aschenbahnen bei allen Großereignissen ablöste. Es standen acht Bahnen zur Verfügung, sodass wie schon 1964 in Tokio acht Teilnehmer an den Endläufen teilnehmen konnten. Dies wurde nun erstmals auch in den Wurfdisziplinen sowie im Weit- und Dreisprung für die letzten drei Finaldurchgänge eingeführt. Zur Weitenmessung wurde erstmals elektronische Technik eingesetzt.

## Wettbewerbe
Im Wettbewerbsangebot gab es diesmal keine Änderungen, auch im Frauenbereich, der bzgl. der angebotenen Disziplinen nach wie vor deutlich unterrepräsentiert war, fand in diesem Jahr keine Aufstockung der Wettbewerbe statt.
Es gab 24 Disziplinen im Männerbereich und zwölf für die Frauen, die fünf Einzellaufdisziplinen – 100 Meter, 200 Meter, 400 Meter und 80 Meter Hürden sowie als Mittelstrecke 800 Meter – im Programm vorfanden. Im Laufbereich wurde darüber hinaus nur noch die 4-mal-100-Meter-Staffel ausgetragen. Mit Hoch- und Weitsprung gab es weiterhin zwei Sprungdisziplinen sowie mit Kugelstoßen, Diskuswurf und Speerwurf drei Stoß- und Wurfwettbewerbe. Als Mehrkampf wurde der Fünfkampf ausgetragen. Der 80-Meter-Hürdenlauf stand in Mexiko letztmals auf dem olympischen Programm. Um der Schrittlänge der Athletinnen besser gerecht zu werden, wurde er danach abgelöst durch den 100-Meter-Hürdenlauf. Bis heute – Stand November 2017 – hat sich im Bereich der olympischen Männerdisziplinen nichts mehr verändert. Bei den Frauen dagegen standen noch zahlreiche Ergänzungen für die Zukunft an.
Erstmals fanden auch Dopingtests bei diesen Spielen statt.

## Besonderheiten bei den Leichtathletikwettbewerben dieser Spiele

### Höhenlage
Im Vorfeld gab es teilweise erheblich Bedenken bzgl. des durch die Höhenlage des Austragungsortes bedingten geringeren Sauerstoffgehalts der Atemluft. Allerdings waren die Athleten dieser Problematik von Ausnahmen abgesehen vor allem durch entsprechend gute Vorbereitung in Höhentrainingslagern gewachsen.
Im Nachhinein wurde die besondere Rekordflut und das hohe Leistungsniveau dem Umstand des geringeren Luftwiderstands zugeschrieben. Das war allerdings nur bedingt der Fall. Die Sprintdisziplinen sowie die Sprungwettbewerbe mit längerem schnellen Anlauf waren und sind deutlich begünstigt durch diese Verhältnisse. Leistungshemmend wirken sich die Bedingungen dagegen auf alle Ausdauerdisziplinen aus, was in Mexiko auch spürbar wurde. Andere Wettbewerbe dagegen sind kaum oder gar nicht betroffen durch eine solche Höhenlage.

### Black Power
Die Siegerehrung des 200-Meter-Laufs wurde zu einer Demonstration für die damals sehr aktuelle afroamerikanische Bürgerrechtsbewegung Black Power und zu einem Protest gegen die Unterdrückung der Schwarzen in den Vereinigten Staaten. Die US-Athleten Tommie Smith, Olympiasieger, und John Carlos, Olympiadritter, standen ohne Schuhe und mit schwarzen Strümpfen auf dem Siegerpodest. Als die Hymne gespielt wurde, reckte jeder eine Faust mit einem schwarzen Handschuh in den Himmel. Peter Norman, der australische Olympiazweite, wollte mit einem Button seine Sympathie für die Aktion zum Ausdruck bringen, was jedoch niemandem auffiel. Im Umfeld kam dieser Protest insgesamt wenig an. Nach Ende der Zeremonie gab es viele Pfiffe von den Zuschauern, die beiden Athleten wurde von der US-Teamleitung für die weiteren Wettbewerbe gesperrt, sodass sie in den Staffeln nicht teilnehmen konnten.

### Windmessung
Exakt die höchstzulässige Windstärke für die Anerkennung eines Rekords bei Sprints sowie beim Weit- und Dreisprung, nämlich 2,0 Meter pro Sekunde, wurde vom Kampfgericht angegeben für insgesamt vier Weltrekorde:
- Weitsprung Männer: 8,90 m – Bob Beamon, USA
- Dreisprung Männer: 17,27 m – Nelson Prudêncio, Brasilien
- Dreisprung Männer: 17,39 m – Wiktor Sanejew, Sowjetunion
- 200-Meter-Lauf Frauen: 22,5 s – Irena Szewińska, Polen

Es wurde die Vermutung geäußert, dass tatsächlich mit größeren Geschwindigkeiten gemessene Rückenwinde absichtlich mit diesem Wert dokumentiert wurden, um die Leistungen als Rekorde werten zu können.

### Rückwärtsspringer
Ganz besonders auffällig und viel beachtet wurde im Hochsprung der US-Amerikaner Dick Fosbury mit seiner ganz neuen Technik. Nach einem zügigen Anlauf übersprang er die Latte rückwärts. Das sah damals spektakulär aus, und die Sprungtechnik wurde nach ihm als ‚Fosbury-Flop‘ benannt.

## Sportliche Erfolge
Das Leistungsniveau war auch bei dieser Großveranstaltung sehr hoch, von einer Rekordflut war in den Medien die Rede. Es gab 25 neue oder eingestellte Weltrekorde in vierzehn Disziplinen. In 22 Disziplinen wurde der olympische Rekord darüber hinaus 85 Mal verbessert oder egalisiert.
- Weltrekorde im Einzelnen:
  - 100-Meter-Lauf, Männer: 9,9 s – Jim Hines (USA), Finale bei einem Rückenwind von 0,3 m/s
  - 200-Meter-Lauf, Männer: 19,8 s – Tommie Smith (USA), Finale bei einem Rückenwind von 0,9 m/s
  - 400-Meter-Lauf, Männer: 43,8 s – Lee Evans (USA), Finale
  - 800-Meter-Lauf, Männer: 1:44,3 min (egalisiert) – Ralph Doubell (Australien), Finale
  - 400-Meter-Hürdenlauf, Männer: 48,1 s – David Hemery (Großbritannien), Finale
  - 4-mal-100-Meter-Staffel, Männer: 38,6 s (egalisiert) – Jamaika (Errol Stewart, Michael Fray, Clifton Forbes, Lennox Miller), Vorlauf
  - 4-mal-100-Meter-Staffel, Männer: 38,3 s – Jamaika (Errol Stewart, Michael Fray, Clifton Forbes, Lennox Miller), Halbfinale
  - 4-mal-100-Meter-Staffel, Männer: 38,2 s – USA (Charles Greene, Mel Pender, Ronnie Ray Smith, Jim Hines), Finale
  - 4-mal-400-Meter-Staffel, Männer: 2:56,1 min – USA (Vince Matthews, Ron Freeman, Larry James, Lee Evans), Finale
  - Weitsprung, Männer: 8,90 m – Bob Beamon (USA), Finale bei einem Rückenwind von 2,0 m/s
  - Dreisprung, Männer: 17,10 m – Giuseppe Gentile (Italien), Qualifikation bei Windstille
  - Dreisprung, Männer: 17,22 m – Giuseppe Gentile (Italien), Finale bei Windstille
  - Dreisprung, Männer: 17,23 m – Wiktor Sanejew (Sowjetunion), Finale bei einem Rückenwind von 2,0 m/s
  - Dreisprung, Männer: 17,27 m – Nelson Prudêncio (Brasilien), Finale bei einem Rückenwind von 2,0 m/s
  - Dreisprung, Männer: 17,39 m – Wiktor Sanejew (Sowjetunion), Finale bei einem Rückenwind von 2,0 m/s
  - 100-Meter-Lauf, Frauen: 11,1 s (egalisiert) – Barbara Ferrell (USA), Viertelfinale bei einem Rückenwind von 0,6 m/s
  - 100-Meter-Lauf, Frauen: 11,1 s (egalisiert) – Irena Szewińska (Polen), Viertelfinale bei einem Rückenwind von 1,8 m/s
  - 100-Meter-Lauf, Frauen: 11,0 s – Wyomia Tyus (USA), Finale bei einem Rückenwind von 1,2 m/s
  - 200-Meter-Lauf, Frauen: 22,5 s – Irena Szewińska (Polen), Finale bei einem Rückenwind von 2,0 m/s
  - 4-mal-100-Meter-Staffel, Frauen: 43,4 s – USA (Barbara Ferrell, Margaret Bailes, Mildrette Netter, Wyomia Tyus), Vorlauf
  - 4-mal-100-Meter-Staffel, Frauen: 43,4 s (egalisiert) – Niederlande (Wilma van den Berg, Mieke Sterk, Truus Hennipman, Corrie Bakker), Vorlauf
  - 4-mal-100-Meter-Staffel, Frauen: 42,8 s – USA (Barbara Ferrell, Margaret Bailes, Mildrette Netter, Wyomia Tyus), Finale
  - Weitsprung, Frauen: 6,82 m – Viorica Viscopoleanu (Rumänien), Finale
  - Kugelstoßen, Frauen: 19,07 m – Margitta Gummel (DDR), Finale
  - Kugelstoßen, Frauen: 19,61 m – Margitta Gummel (DDR), Finale
- Olympische Rekorde im Einzelnen:
  - 100-Meter-Lauf, Männer: 10,0 s (egalisiert) – Hermes Ramírez (Kuba), Viertelfinale bei einem Rückenwind von 0,5 m/s
  - 100-Meter-Lauf, Männer: 10,0 s (egalisiert) – Charles Greene (USA), Viertelfinale bei einem Rückenwind von 2,0 m/s
  - 100-Meter-Lauf, Männer: 10,0 s (egalisiert) – Jim Hines (USA), Halbfinale bei einem Rückenwind von 1,9 m/s
  - 200-Meter-Lauf, Männer: 20,3 s (egalisiert) – Tommie Smith (USA), Vorlauf bei einem Rückenwind von 0,5 m/s
  - 200-Meter-Lauf, Männer: 20,2 s – Peter Norman (Australien), Vorlauf bei einem Rückenwind von 1,2 m/s
  - 200-Meter-Lauf, Männer: 20,2 s (egalisiert) – Tommie Smith (USA), Viertelfinale bei Windstille
  - 200-Meter-Lauf, Männer: 20,1 s – John Carlos (USA), Halbfinale bei einem Rückenwind von 0,2 m/s
  - 200-Meter-Lauf, Männer: 20,1 s (egalisiert) – Tommie Smith (USA), Halbfinale bei einem Rückenwind von 0,6 m/s
  - 400-Meter-Lauf, Männer: 44,8 s – Lee Evans (USA), Halbfinale
  - 1500-Meter-Lauf, Männer: 3:34,9 s – Kipchoge Keino (Kenia), Finale
  - 110-Meter-Hürdenlauf, Männer: 13,5 s (egalisiert) – Eddy Ottoz (Italien), Vorlauf bei einem Rückenwind von 1,7 m/s
  - 110-Meter-Hürdenlauf, Männer: 13,3 s – Ervin Hall (USA), Halbfinale bei einem Rückenwind von 1,8 m/s
  - 110-Meter-Hürdenlauf, Männer: 13,3 s (egalisiert) – Willie Davenport (USA), Finale bei Windstille
  - 400-Meter-Hürdenlauf, Männer: 49,0 s – Ron Whitney (USA), Vorlauf
  - 4-mal-100-Meter-Staffel, Männer: 38,7 s – Kuba (Hermes Ramírez, Juan Morales, Pablo Montes, Enrique Figuerola), Vorlauf
  - 4-mal-400-Meter-Staffel, Männer: 3:00,7 min – USA (Vince Matthews. Ron Freeman, Larry James, Lee Evans), Vorlauf
  - Hochsprung, Männer: 2,18 m – Dick Fosbury (USA), Finale
  - Hochsprung, Männer: 2,18 m – Ed Caruthers (USA), Finale
  - Hochsprung, Männer: 2,20 m – Dick Fosbury (USA), Finale
  - Hochsprung, Männer: 2,20 m – Ed Caruthers (USA), Finale
  - Hochsprung, Männer: 2,20 m – Walentin Gawrilow (Sowjetunion), Finale
  - Hochsprung, Männer: 2,22 m – Dick Fosbury (USA), Finale
  - Hochsprung, Männer: 2,22 m – Ed Caruthers (USA), Finale
  - Hochsprung, Männer: 2,24 m – Dick Fosbury (USA), Finale
  - Stabhochsprung, Männer: 5,10 m (egalisiert) – Claus Schiprowski (BR Deutschland), Finale
  - Stabhochsprung, Männer: 5,10 m (egalisiert) – Hennadij Blesnizow (Sowjetunion), Finale
  - Stabhochsprung, Männer: 5,10 m (egalisiert) – Kiyoshi Niwa (Japan), Finale
  - Stabhochsprung, Männer: 5,10 m (egalisiert) – Heinfried Engel (BR Deutschland), Finale
  - Stabhochsprung, Männer: 5,10 m (egalisiert) – Ignacio Sola (Spanien), Finale
  - Stabhochsprung, Männer: 5,15 m – Christos Papanikolaou (Griechenland), Finale
  - Stabhochsprung, Männer: 5,15 m – Ignacio Sola (Spanien), Finale
  - Stabhochsprung, Männer: 5,15 m – Kjell Isaksson (Schweden), Finale
  - Stabhochsprung, Männer: 5,15 m – Hervé d’Encausse (Frankreich), Finale
  - Stabhochsprung, Männer: 5,15 m – Kiyoshi Niwa (Japan), Finale
  - Stabhochsprung, Männer: 5,20 m – Claus Schiprowski (BR Deutschland), Finale
  - Stabhochsprung, Männer: 5,20 m – Wolfgang Nordwig (DDR), Finale
  - Stabhochsprung, Männer: 5,20 m – Hennadij Blesnizow (Sowjetunion), Finale
  - Stabhochsprung, Männer: 5,20 m – Heinfried Engel (BR Deutschland), Finale
  - Stabhochsprung, Männer: 5,20 m – Bob Seagren (USA), Finale
  - Stabhochsprung, Männer: 5,20 m – John Pennel (USA), Finale
  - Stabhochsprung, Männer: 5,20 m – Ignacio Sola (Spanien), Finale
  - Stabhochsprung, Männer: 5,25 m – Hervé d’Encausse (Frankreich), Finale
  - Stabhochsprung, Männer: 5,25 m – Claus Schiprowski (BR Deutschland), Finale
  - Stabhochsprung, Männer: 5,25 m – Christos Papanikolaou (Griechenland), Finale
  - Stabhochsprung, Männer: 5,30 m – Hennadij Blesnizow (Sowjetunion), Finale
  - Stabhochsprung, Männer: 5,30 m – Claus Schiprowski (BR Deutschland), Finale
  - Stabhochsprung, Männer: 5,30 m – Wolfgang Nordwig (DDR), Finale
  - Stabhochsprung, Männer: 5,30 m – Christos Papanikolaou (Griechenland), Finale
  - Stabhochsprung, Männer: 5,30 m – John Pennel (USA), Finale
  - Stabhochsprung, Männer: 5,30 m – Hennadij Blesnizow (Sowjetunion), Finale
  - Stabhochsprung, Männer: 5,35 m – Wolfgang Nordwig (DDR), Finale
  - Stabhochsprung, Männer: 5,35 m – Christos Papanikolaou (Griechenland), Finale
  - Stabhochsprung, Männer: 5,35 m – Claus Schiprowski (BR Deutschland), Finale
  - Stabhochsprung, Männer: 5,35 m – John Pennel (USA), Finale
  - Stabhochsprung, Männer: 5,40 m – Bob Seagren (USA), Finale
  - Stabhochsprung, Männer: 5,40 m – Claus Schiprowski (BR Deutschland), Finale
  - Stabhochsprung, Männer: 5,40 m – Wolfgang Nordwig (DDR), Finale
  - Weitsprung, Männer: 8,27 m – Ralph Boston (USA), Qualifikation bei Windstille
  - Kugelstoßen, Männer: 20,68 m – Randy Matson (USA), Qualifikation
  - Diskuswurf, Männer: 63,64 m – Jay Silvester (USA), Qualifikation
  - Diskuswurf, Männer: 64,78 m – Al Oerter (USA), Finale
  - Hammerwurf, Männer: 72,60 m – Gyula Zsivótzky (Ungarn), Qualifikation
  - Hammerwurf, Männer: 72,82 m – |Romuald Klim (Sowjetunion), Finale
  - Hammerwurf, Männer: 73,28 m – Romuald Klim (Sowjetunion), Finale
  - Hammerwurf, Männer: 73,36 m – Gyula Zsivótzky (Ungarn), Finale
  - Speerwurf, Männer: 86,30 m – Jorma Kinnunen (Finnland), Finale
  - Speerwurf, Männer: 86,34 m – Jānis Lūsis (Sowjetunion), Finale
  - Speerwurf, Männer: 87,06 m – Gergely Kulcsár (Ungarn), Finale
  - Speerwurf, Männer: 90,10 m – Jānis Lūsis (Sowjetunion), Finale
  - Zehnkampf, Männer: 8193 P (1985er Wertung: 8064 P) – Bill Toomey (USA)
  - 100-Meter-Lauf, Frauen: 11,2 s (egalisiert) – Wyomia Tyus (USA), Vorlauf bei Windstille
  - 100-Meter-Lauf, Frauen: 11,2 s (egalisiert) – Margaret Bailes (USA), Vorlauf bei einem Rückenwind von 1,3 m/s
  - 100-Meter-Lauf, Frauen: 11,2 s (egalisiert) – Barbara Ferrell (USA), Vorlauf bei Windstille
  - 200-Meter-Lauf, Frauen: 23,0 s (egalisiert) – Raelene Boyle (Australien), Vorlauf bei Windstille
  - 200-Meter-Lauf, Frauen: 22,9 s – Barbara Ferrell (USA), Vorlauf bei Windstille
  - 200-Meter-Lauf, Frauen: 22,9 s (egalisiert) – Raelene Boyle (Australien), Halbfinale bei Windstille
  - 200-Meter-Lauf, Frauen: 22,8 s – Barbara Ferrell (USA), Halbfinale bei Windstille
  - 400-Meter-Lauf, Frauen: 52,0 s (egalisiert) – Colette Besson (Frankreich), Finale
  - 800-Meter-Lauf, Frauen: 2:00,9 min – Madeline Manning (USA), Finale
  - 80-Meter-Hürdenlauf, Frauen: 10,4 s – Pam Kilborn (Australien), Vorlauf bei einem Rückenwind von 0,2 m/s
  - 80-Meter-Hürdenlauf, Frauen: 10,4 s (egalisiert) – Maureen Caird (Australien), Vorlauf bei einem Rückenwind von 2,0 m/s
  - 80-Meter-Hürdenlauf, Frauen: 10,4 s (egalisiert) – Pam Kilborn (Australien), Halbfinale bei Windstille
  - 80-Meter-Hürdenlauf, Frauen: 10,3 s – Maureen Caird (Australien), Finale bei Windstille
  - Kugelstoßen, Frauen: 18,78 m – Marita Lange (DDR), Finale
  - Diskuswurf, Frauen: 58,28 m – Lia Manoliu (Rumänien), Finale

Erfolgreichste Nation waren wie bei allen Spielen in der Leichtathletik zuvor die Vereinigten Staaten mit 15 Goldmedaillen. Mit Kenia lag erstmals ein afrikanisches Land auf dem zweiten Platz. Ebenso wie die Sowjetunion errangen die kenianischen Leichtathleten drei Goldmedaillen und hatten sogar eine Silbermedaille mehr als die UdSSR. Dahinter fanden sich vier Nationen mit je zwei Olympiasiegen: Australien, Ostdeutschland, Rumänien und Ungarn. Für alle weiteren Nationen gab es in der Leichtathletik höchstens einen Olympiasieg.
Eine Sportlerin und zwei Sportler errangen je zwei Goldmedaillen in der Leichtathletik bei diesen Spielen:
- Wyomia Tyus (USA): 100-Meter-Lauf und 4-mal-100-Meter-Staffel
- Jim Hines (USA): 100-Meter-Lauf und 4-mal-100-Meter-Staffel
- Lee Evans (USA): 400-Meter-Lauf und 4-mal-400-Meter-Staffel

Darüber hinaus sind weitere drei Leistungen besonders hervorzuheben:
- Der US-amerikanische Diskuswerfer Al Oerter gewann seine vierte und letzte Goldmedaille nacheinander in dieser Disziplin.
- Der US-Amerikaner Bob Beamon verbesserte den Weitsprungweltrekord um 55 Zentimeter von 8,35 m auf 8,90 m Die bei Olympischen Spielen erstmals eingesetzte elektronische Messanlage war nur bis maximal 8,60 m ausgelegt, sodass ein Bandmaß beschafft werden musste, um eine Messung vorzunehmen. Dieser Rekord – oft als 'Sprung des Jahrhunderts’ bezeichnet – wurde bei den Leichtathletik-Weltmeisterschaften 1991 von Beamons Landsmann Mike Powell inzwischen auf 8,95 m verbessert.[7]

Folgende hier siegreiche Leichtathleten hatten bereits bei früher ausgetragenen Olympischen Spielen Goldmedaillen errungen:
- Al Oerter, (USA) – Diskuswurf, Wiederholung seiner Erfolge von 1956, 1960 und 1964, damit jetzt vierfacher Olympiasieger
- Wyomia Tyus, (USA) – 100-Meter-Lauf, Wiederholung ihres Erfolgs von 1964, außerdem hier in Mexiko-Stadt siegreich mit der 4-mal-100-Meter-Staffel, damit jetzt dreifache Olympiasiegerin
- Wolodymyr Holubnytschyj, (Sowjetunion) – 20-km-Gehen, Wiederholung seines Erfolgs von 1960, damit jetzt zweifacher Olympiasieger
- Irena Szewińska, (Polen) – 200-Meter-Lauf, 1964 siegreich mit der 4-mal-100-Meter-Staffel, damit jetzt zweifache Olympiasiegerin

## Resultate Männer

### 100 m

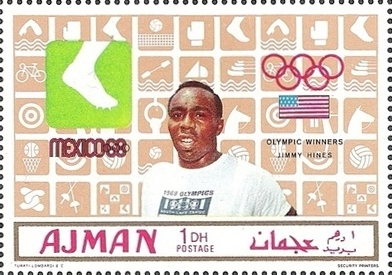
Jim Hines (hier abgebildet auf einer Briefmarke) siegte mit Weltrekord

| Platz | Athlet                     | Land | Offiz. hand- gestoppte Zeit | Inoffiz. elek- tron. Zeit |
| ----- | -------------------------- | ---- | --------------------------- | ------------------------- |
| 1     | Jim Hines                  | USA  | 09,9 s WR                   | 9,95 s                    |
| 2     | Lennox Miller              | JAM  | 10,0 s000                   | 10,04 s                   |
| 3     | Charles Greene             | USA  | 10,0 s000                   | 10,07 s                   |
| 4     | Pablo Montes               | CUB  | 10,1 s000                   | 10,14 s                   |
| 5     | Roger Bambuck              | FRA  | 10,1 s000                   | 10,15 s                   |
| 6     | Mel Pender                 | USA  | 10,1 s000                   | 10,17 s                   |
| 7     | Harry Jerome               | CAN  | 10,1 s000                   | 10,20 s                   |
| 8     | Jean-Louis Ravelomanantsoa | MAD  | 10,2 s000                   | 10,27 s                   |

Finale am 14. Oktober
Wind: +0,3 m/s

### 200 m

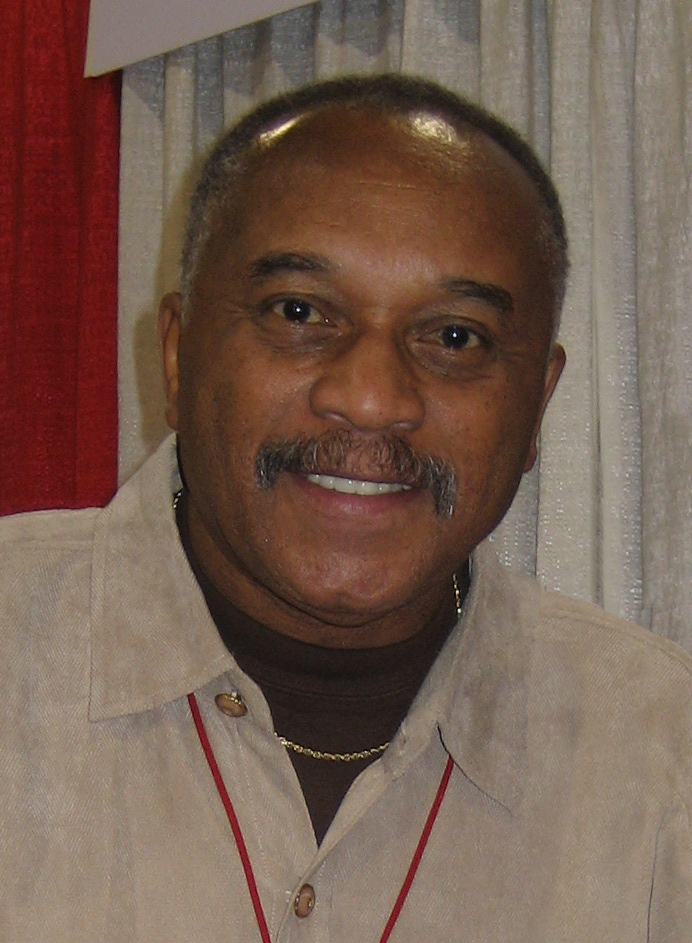
Olympiasieger Tommie Smith (hier im Jahr 2009) stellte im Finale einen neuen Weltrekord auf

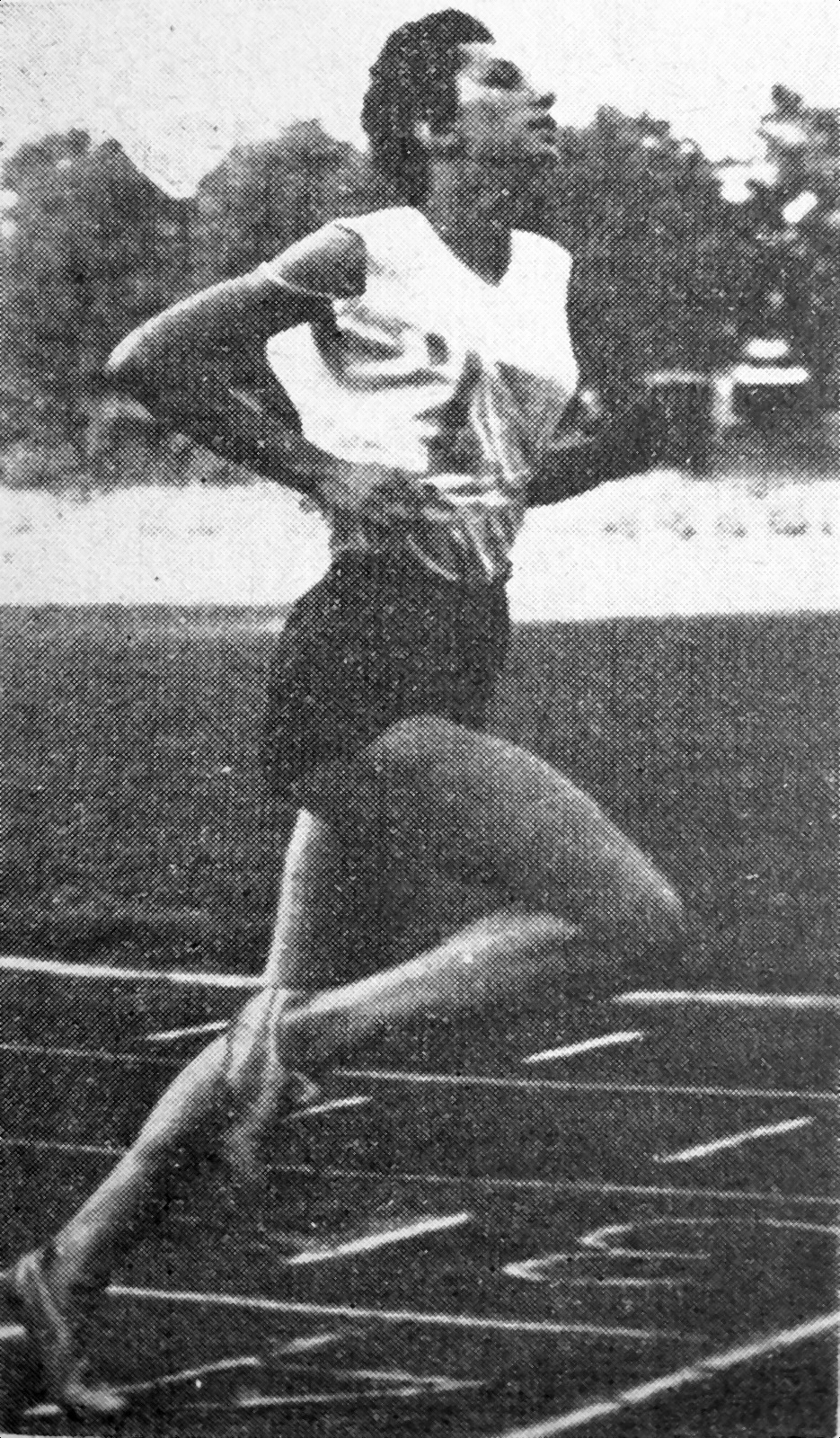
Olympiasiegerin Irena Szewińska, frühere Irena Kirszenstein

| Platz | Athlet            | Land | Offiz. hand- gestoppte Zeit | Inoffiz. elek- tron. Zeit |
| ----- | ----------------- | ---- | --------------------------- | ------------------------- |
| 1     | Tommie Smith      | USA  | 19,8 s WR                   | 19,83 s                   |
| 2     | Peter Norman      | AUS  | 20,0 s000                   | 20,06 s                   |
| 3     | John Carlos       | USA  | 20,0 s000                   | 20,10 s                   |
| 4     | Edwin Roberts     | TRI  | 20,3 s000                   | 20,34 s                   |
| 5     | Roger Bambuck     | FRA  | 20,5 s000                   | 20,51 s                   |
| 6     | Larry Questad     | USA  | 20,6 s000                   | 20,62 s                   |
| 7     | Michael Fray      | JAM  | 20,6 s000                   | 20,63 s                   |
| 8     | Joachim Eigenherr | FRG  | 20,6 s000                   | 20,66 s                   |

Finale am 16. Oktober
Wind: +0,9 m/s

### 400 m

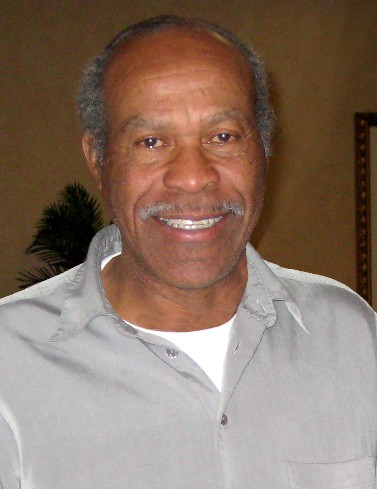
Lee Evans (Foto: 2008) lief mit Weltrekord zum Olympiasieg

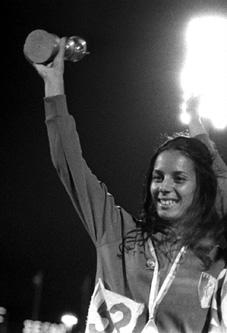
Überraschungsolympiasiegerin Colette Besson

| Platz | Athlet             | Land | Offiz. hand- gestoppte Zeit | Inoffiz. elek- tron. Zeit |
| ----- | ------------------ | ---- | --------------------------- | ------------------------- |
| 1     | Lee Evans          | USA  | 43,8 s WR                   | 43,86 s                   |
| 2     | Larry James        | USA  | 43,9 s000                   | 43,97 s                   |
| 3     | Ron Freeman        | USA  | 44,4 s000                   | 44,41 s                   |
| 4     | Amadou Gakou       | SEN  | 45,0 s000                   | 45,01 s                   |
| 5     | Martin Jellinghaus | FRG  | 45,3 s000                   | 45,33 s                   |
| 6     | Tegegne Bezabeh    | ETH  | 45,4 s000                   | 45,42 s                   |
| 7     | Andrzej Badeński   | POL  | 45,4 s000                   | 45,42 s                   |
| 8     | Amos Omolo         | UGA  | 47,6 s000                   | 47,61 s                   |

Finale am 18. Oktober

### 800 m
| Platz | Athlet           | Land | Zeit (min)    |
| ----- | ---------------- | ---- | ------------- |
| 1     | Ralph Doubell    | AUS  | 1:44,3 WRe/OR |
| 2     | Wilson Kiprugut  | KEN  | 1:44,5        |
| 3     | Tom Farrell      | USA  | 1:45,4        |
| 4     | Walter Adams     | FRG  | 1:45,8        |
| 5     | Jozef Plachý     | TCH  | 1:45,9        |
| 6     | Dieter Fromm     | GDR  | 1:46,2        |
| 7     | Thomas Saisi     | KEN  | 1:47,5        |
| 8     | Benedict Cayenne | TRI  | 1:54,3        |

Finale am 15. Oktober

### 1500 m

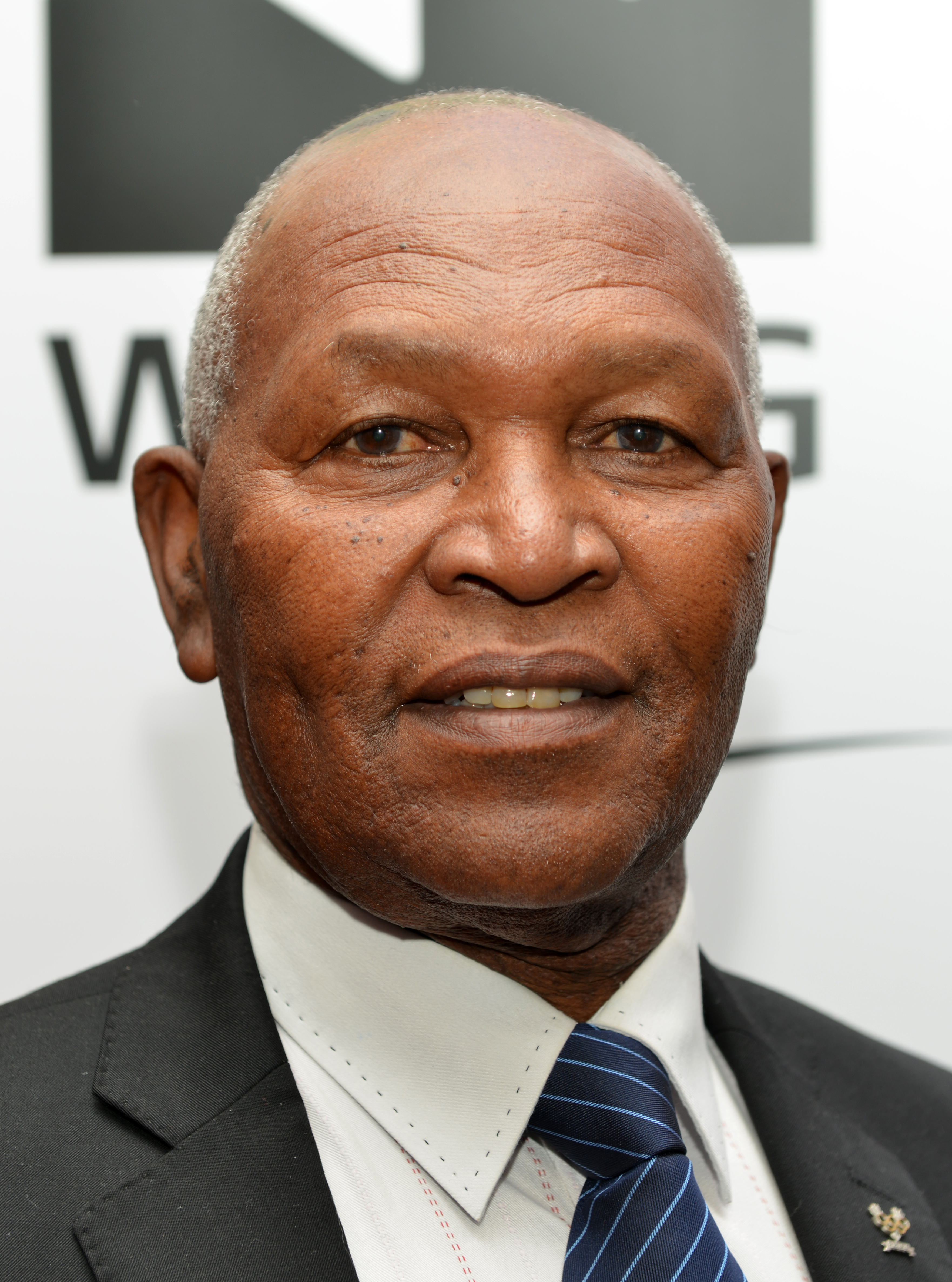
Kipchoge Keino – drei Tage zuvor Zweiter über 5000 m und 1972 Olympiasieger über 3000 m Hindernis – gewann mit bedingungslosem Tempo Gold

| Platz | Athlet              | Land | Zeit (min) |
| ----- | ------------------- | ---- | ---------- |
| 1     | Kipchoge Keino      | KEN  | 3:34,9 OR  |
| 2     | Jim Ryun            | USA  | 3:37,8000  |
| 3     | Bodo Tümmler        | FRG  | 3:39,0000  |
| 4     | Harald Norpoth      | FRG  | 3:42,5000  |
| 5     | John Whetton        | GBR  | 3:43,8000  |
| 6     | Jacky Boxberger     | FRA  | 3:46,6000  |
| 7     | Henryk Szordykowski | POL  | 3:46,6000  |
| 8     | Josef Odložil       | TCH  | 3:48,6000  |

Finale am 20. Oktober

### 5000 m

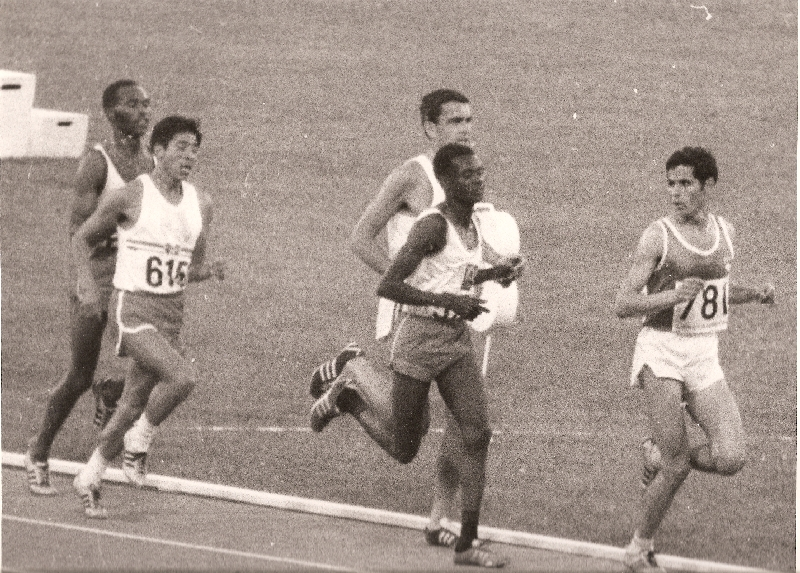
Auf der Gegengeraden vor Beginn der vorletzten Runde: Mohamed Gammoudi (rechts) vor Naftali Temu (Zweiter von rechts.), dahinter Ron Clarke noch auf Platz drei vor Juan Martínez und Kipchoge Keino (ganz links)

| Platz | Athlet           | Land | Zeit (min) |
| ----- | ---------------- | ---- | ---------- |
| 1     | Mohamed Gammoudi | TUN  | 14:05,0    |
| 2     | Kipchoge Keino   | KEN  | 14:05,2    |
| 3     | Naftali Temu     | KEN  | 14:06,4    |
| 4     | Juan Martínez    | MEX  | 14:10,8    |
| 5     | Ron Clarke       | AUS  | 14:12,4    |
| 6     | Wohib Masresha   | ETH  | 14:17,6    |
| 7     | Nikolai Swiridow | URS  | 14:18,4    |
| 8     | Fikru Deguefu    | ETH  | 14:19,0    |

Finale am 17. Oktober

### 10.000 m

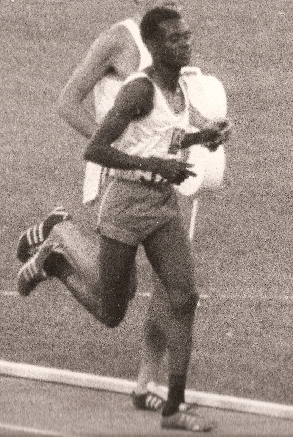
Olympiasieger Naftali Temu errang vier Tage später noch Silber über 5000 Meter

| Platz | Athlet           | Land | Zeit (min) |
| ----- | ---------------- | ---- | ---------- |
| 1     | Naftali Temu     | KEN  | 29:27,4    |
| 2     | Mamo Wolde       | ETH  | 29:28,0    |
| 3     | Mohamed Gammoudi | TUN  | 29:34,2    |
| 4     | Juan Martínez    | MEX  | 29:35,0    |
| 5     | Nikolai Swiridow | URS  | 29:43,2    |
| 6     | Ron Clarke       | AUS  | 29:44,8    |
| 7     | Ron Hill         | GBR  | 29:53,2    |
| 8     | Wohib Masresha   | ETH  | 29:57,0    |

13. Oktober

### Marathon

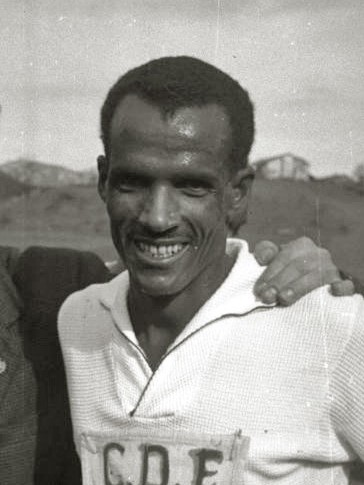
Nach Silber über 10.000 Meter eine Woche zuvor errang Mamo Wolde Gold im Marathonlauf

| Platz | Athlet         | Land | Zeit (h)  |
| ----- | -------------- | ---- | --------- |
| 1     | Mamo Wolde     | ETH  | 2:20:26,4 |
| 2     | Kenji Kimihara | JPN  | 2:23:31,0 |
| 3     | Mike Ryan      | NZL  | 2:23:45,0 |
| 4     | İsmail Akçay   | TUR  | 2:25:18,8 |
| 5     | Bill Adcocks   | GBR  | 2:25:33,0 |
| 6     | Gebru Merawi   | ETH  | 2:27:16,8 |
| 7     | Derek Clayton  | AUS  | 2:27:23,8 |
| 8     | Tim Johnston   | GBR  | 2:28:04,4 |

20. Oktober

### 110 m Hürden
| Platz | Athlet           | Land | Offiz. hand- gestoppte Zeit | Inoffiz. elek- tron. Zeit |
| ----- | ---------------- | ---- | --------------------------- | ------------------------- |
| 1     | Willie Davenport | USA  | 13,3 s ORe                  | 13,33 s                   |
| 2     | Ervin Hall       | USA  | 13,4 s0000                  | 13,42 s                   |
| 3     | Eddy Ottoz       | ITA  | 13,4 s0000                  | 13,46 s                   |
| 4     | Leon Coleman     | USA  | 13,6 s0000                  | 13,67 s                   |
| 5     | Werner Trzmiel   | FRG  | 13,6 s0000                  | 13,468 s                  |
| 6     | Bo Forssander    | SWE  | 13,7 s0000                  | 13,73 s                   |
| 7     | Marcel Duriez    | FRA  | 13,7 s0000                  | 13,77 s                   |
| 8     | Pierre Schoebel  | FRA  | 14,0 s0000                  | 14,02 s                   |

Finale am 17. Oktober
Wind: ±0,0 m/s

### 400 m Hürden
| Platz | Athlet                   | Land | Offiz. hand- gestoppte Zeit | Inoffiz. elek- tron. Zeit |
| ----- | ------------------------ | ---- | --------------------------- | ------------------------- |
| 1     | David Hemery             | GBR  | 48,1 s WR                   | 48,12 s                   |
| 2     | Gerhard Hennige          | FRG  | 49,0 s000                   | 49,02 s                   |
| 3     | John Sherwood            | GBR  | 49,0 s000                   | 49,03 s                   |
| 4     | Geoff Vanderstock        | USA  | 49,0 s000                   | 49,07 s                   |
| 5     | Wjatscheslaw Skomorochow | URS  | 49,1 s000                   | 49,12 s                   |
| 6     | Ron Whitney              | USA  | 49,2 s000                   | 49,27 s                   |
| 7     | Rainer Schubert          | FRG  | 49,2 s000                   | 49,30 s                   |
| 8     | Roberto Frinolli         | ITA  | 50,1 s000                   | 50,13 s                   |

Finale am 15. Oktober

### 3000 m Hindernis
| Platz | Athlet            | Land | Zeit (min) |
| ----- | ----------------- | ---- | ---------- |
| 1     | Amos Biwott       | KEN  | 8:51,0     |
| 2     | Benjamin Kogo     | KEN  | 8:51,6     |
| 3     | George Young      | USA  | 8:51,8     |
| 4     | Kerry O’Brien     | AUS  | 8:52,0     |
| 5     | Alexander Morosow | URS  | 8:55,6     |
| 6     | Michail Schelew   | BUL  | 8:58,4     |
| 7     | Gaston Roelants   | BEL  | 8:59,4     |
| 8     | Arne Risa         | NOR  | 9:09,0     |

Finale am 16. Oktober

### 4 × 100 m Staffel
| Pl. | Land           | Athleten                                                          | Offiz. hand- gestoppte Zeit | Inoffiz. elek- tron. Zeit |
| --- | -------------- | ----------------------------------------------------------------- | --------------------------- | ------------------------- |
| 1   | USA            | Charles Greene Mel Pender Ronnie Ray Smith Jim Hines              | 38,2 s WR                   | 38,24 s                   |
| 2   | Kuba           | Hermes Ramírez Juan Morales Pablo Montes Enrique Figuerola        | 38,3 s000                   | 38,40 s                   |
| 3   | Frankreich     | Gérard Fenouil Jocelyn Delecour Claude Piquemal Roger Bambuck     | 38,4 s000                   | 38,43 s                   |
| 4   | Jamaika        | Errol Stewart Michael Fray Clifton Forbes Lennox Miller           | 38,4 s000                   | 38,47 s                   |
| 5   | DDR            | Heinz Erbstößer Hartmut Schelter Peter Haase Harald Eggers        | 38,6 s000                   | 38,66 s                   |
| 6   | BR Deutschland | Karl-Peter Schmidtke Gert Metz Gerhard Wucherer Joachim Eigenherr | 38,7 s000                   | 38,76 s                   |
| 7   | Italien        | Sergio Ottolina Ennio Preatoni Angelo Sguazzero Livio Berruti     | 39,2 s000                   | 39,22 s                   |
| 8   | Polen          | Wiesław Maniak Edward Romanowski Zenon Nowosz Marian Dudziak      | 39,2 s000                   | 39,22 s                   |

Finale am 20. Oktober

### 4 × 400 m Staffel
| Platz | Land                | Athleten                                                                | Zeit (s)  |
| ----- | ------------------- | ----------------------------------------------------------------------- | --------- |
| 1     | USA                 | Vince Matthews Ron Freeman Larry James Lee Evans                        | 2:56,1 WR |
| 2     | Kenia               | Charles Asati Munyoro Nyamau Naftali Bon Daniel Rudisha                 | 2:59,6000 |
| 3     | BR Deutschland      | Helmar Müller Manfred Kinder Gerhard Hennige Martin Jellinghaus         | 3:00,5000 |
| 4     | Polen               | Stanisław Grędziński Jan Balachowski Jan Werner Andrzej Badeński        | 3:00,5000 |
| 5     | Großbritannien      | Martin Winbolt-Lewis Colin Campbell David Hemery John Sherwood          | 3:01,2000 |
| 6     | Trinidad und Tobago | George Simon Euric Bobb Benedict Cayenne Edwin Roberts                  | 3:04,5000 |
| 7     | Italien             | Sergio Ottolina Giacomo Puosi Furio Fusi Sergio Bello                   | 3:04,6000 |
| 8     | Frankreich          | Jean-Claude Nallet Jacques Carette Gilles Bertould Jean-Pierre Boccardo | 3:07,5000 |

Finale am 20. Oktober

### 20 km Gehen
| Platz | Athlet                  | Land | Zeit (h)  |
| ----- | ----------------------- | ---- | --------- |
| 1     | Wolodymyr Holubnytschyj | URS  | 1:33:58,4 |
| 2     | José Pedraza            | MEX  | 1:34:00,0 |
| 3     | Mykola Smaha            | URS  | 1:34:03,4 |
| 4     | Rudy Haluza             | USA  | 1:35:00,2 |
| 5     | Gerhard Sperling        | GDR  | 1:35:27,2 |
| 6     | Otto Bartsch            | URS  | 1:36:16,8 |
| 7     | Hans-Georg Reimann      | GDR  | 1:36:31,4 |
| 8     | Stefan Ingvarsson       | SWE  | 1:36:43,4 |

14. Oktober

### 50 km Gehen
| Platz | Athlet          | Land | Zeit (h)  |
| ----- | --------------- | ---- | --------- |
| 1     | Christoph Höhne | GDR  | 4:20:13,6 |
| 2     | Antal Kiss      | HUN  | 4:30:17,0 |
| 3     | Larry Young     | USA  | 4:31:55,4 |
| 4     | Peter Selzer    | GDR  | 4:33:09,8 |
| 5     | Stig Lindberg   | SWE  | 4:34:05,0 |
| 6     | Vittorio Visini | ITA  | 4:36:33,2 |
| 7     | Bryan Eley      | GBR  | 4:37:32,2 |
| 8     | José Pedraza    | MEX  | 4:37:51,4 |

17. Oktober

### Hochsprung
| Platz | Athlet             | Land | Höhe (m) |
| ----- | ------------------ | ---- | -------- |
| 1     | Dick Fosbury       | USA  | 2,24 OR  |
| 2     | Ed Caruthers       | USA  | 2,22000  |
| 3     | Walentin Gawrilow  | URS  | 2,20000  |
| 4     | Waleri Skworzow    | URS  | 2,16000  |
| 5     | Reynaldo Brown     | USA  | 2,14000  |
| 6     | Giacomo Crosa      | ITA  | 2,14000  |
| 7     | Gunther Spielvogel | FRG  | 2,14000  |
| 8     | Lawrie Peckham     | AUS  | 2,12000  |

Finale am 20. Oktober
Dick Fosbury blieb mit dem nach ihm benannten Flop fehlerfrei bis 2,22 m.

### Stabhochsprung

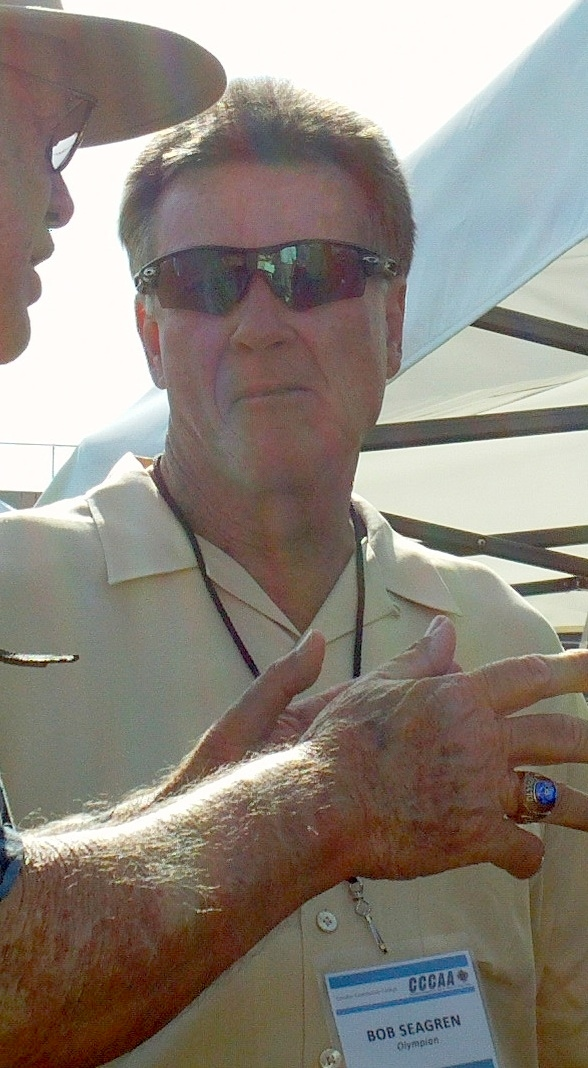
Bob Seagren (Foto: 2012) – Olympiasieger in einem äußerst hochklassigen Wettbewerb

| Platz | Athlet                | Land | Höhe (m) |
| ----- | --------------------- | ---- | -------- |
| 1     | Bob Seagren           | USA  | 5,40 OR  |
| 2     | Claus Schiprowski     | FRG  | 5,40 OR  |
| 3     | Wolfgang Nordwig      | GDR  | 5,40 OR  |
| 4     | Christos Papanikolaou | GRE  | 5,35000  |
| 5     | John Pennel           | USA  | 5,35000  |
| 6     | Hennadij Blesnizow    | URS  | 5,30000  |
| 7     | Hervé d’Encausse      | FRA  | 5,25000  |
| 8     | Heinfried Engel       | FRG  | 5,20000  |

Finale am 16. Oktober

### Weitsprung

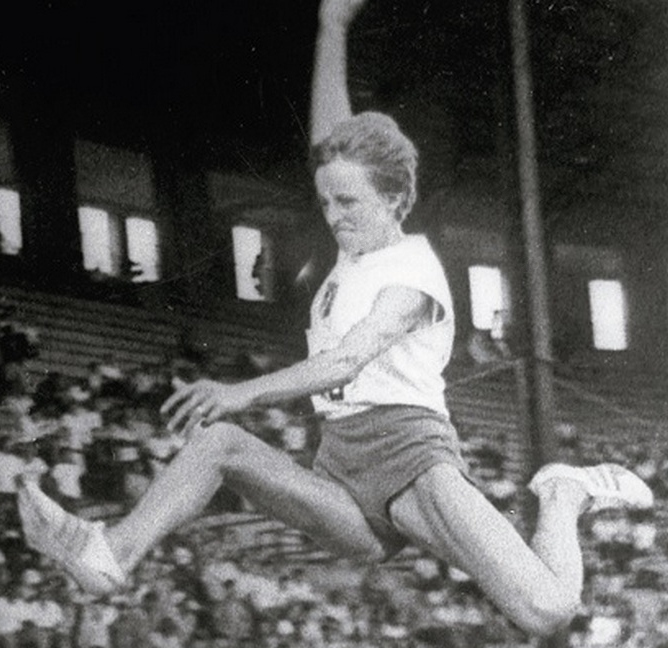
Viorica Viscopoleanu – Olympiasiegerin mit Weltrekord

| Platz | Athlet             | Land | Weite (m) |
| ----- | ------------------ | ---- | --------- |
| 1     | Bob Beamon         | USA  | 8,90 WR   |
| 2     | Klaus Beer         | GDR  | 8,19000   |
| 3     | Ralph Boston       | USA  | 8,16000   |
| 4     | Igor Ter-Owanesjan | URS  | 8,12000   |
| 5     | Tõnu Lepik         | URS  | 8,09000   |
| 6     | Allen Crawley      | AUS  | 8,02000   |
| 7     | Jack Pani          | FRA  | 7,97000   |
| 8     | Andrzej Stalmach   | POL  | 7,94000   |

Finale am 18. Oktober

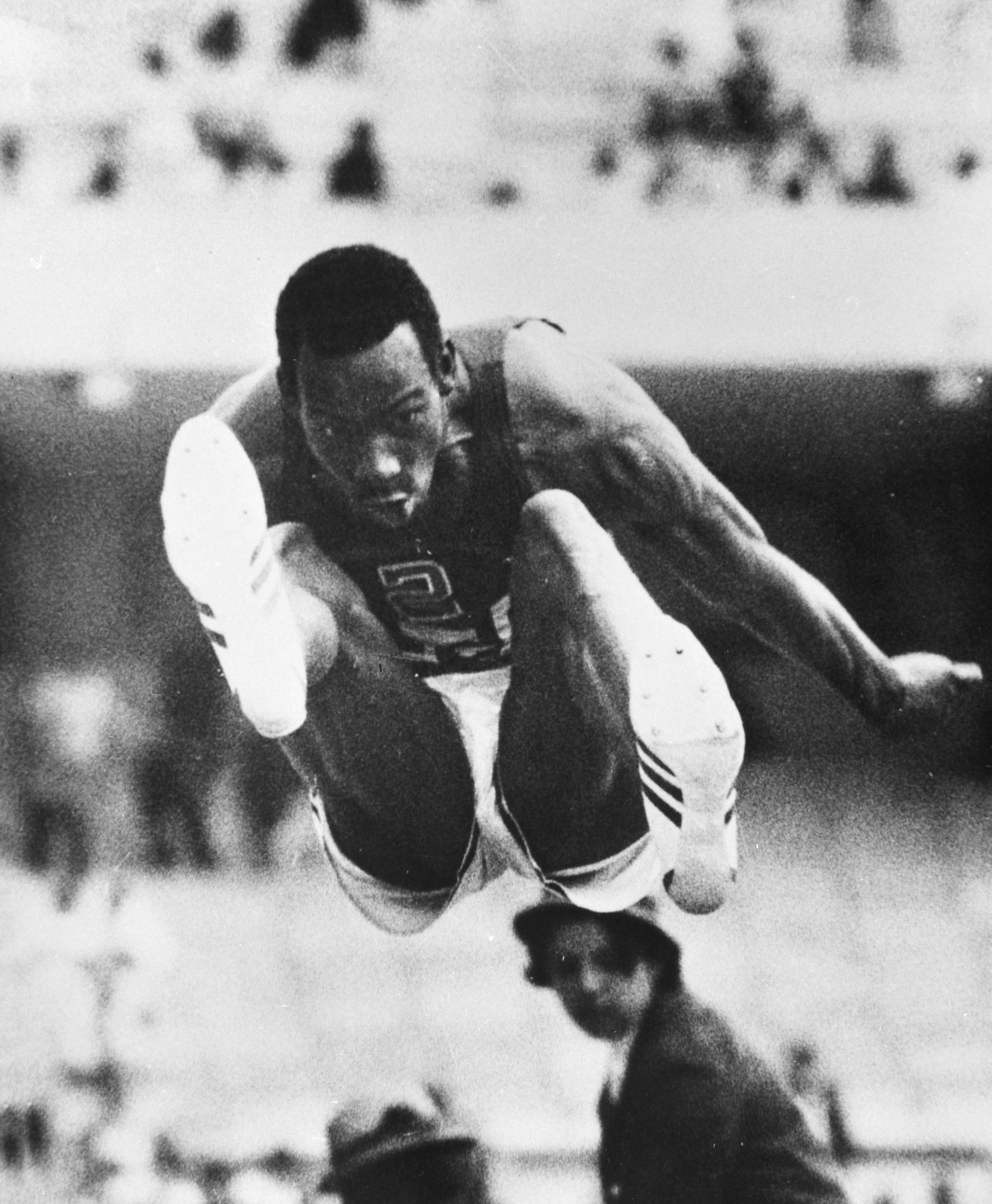
Bob Beamon, USA, bei seinem Siegsprung

Obwohl wegen der Höhenlage von Mexiko-Stadt ein Weltrekord erwartet wurde, rechnete niemand mit einem solchen Riesensatz, wie er Beamon im ersten Versuch gelang: zu weit für die fest installierten Messgeräte. Aus den Katakomben musste ein normales Maßband herbeigeholt werden. Beamon hatte den Weltrekord um 55 Zentimeter verbessert, und seitdem gelangen lediglich Mike Powell mit 8,95 m (WR) und Carl Lewis mit 8,91 m (windunterstützt) bei den Leichtathletik-Weltmeisterschaften 1991 weitere Sprünge.

### Dreisprung
| Platz | Athlet           | Land | Weite (m) |
| ----- | ---------------- | ---- | --------- |
| 1     | Wiktor Sanejew   | URS  | 17,39 WR  |
| 2     | Nelson Prudêncio | BRA  | 17,27000  |
| 3     | Giuseppe Gentile | ITA  | 17,22000  |
| 4     | Art Walker       | USA  | 17,12 w0  |
| 5     | Mikalaj Dudkin   | URS  | 17,09 w0  |
| 6     | Phil May         | AUS  | 17,02000  |
| 7     | Józef Szmidt     | POL  | 16,89000  |
| 8     | Mansour Dia      | SEN  | 16,73 w0  |

Finale am 17. Oktober

Gold für Wiktor Sanejew aus der USSR, dargestellt auf einer Briefmarke

Die ersten fünf des Weltkampfs übersprangen alle den bis dahin gültigen Weltrekord von Józef Szmidt (1960, 17,03 m). Insgesamt wurde der Weltrekord während des olympischen Wettkampfs fünfmal von den drei Medaillisten verbessert: Giuseppe Gentile 17,10 m (Qualifikation); im Endkampf: Gentile 17,22 m;
17,23 m Viktor Sanejew; 17,27 m Nelson Prudêncio und schließlich 17,39 m Sanejew.

### Kugelstoßen

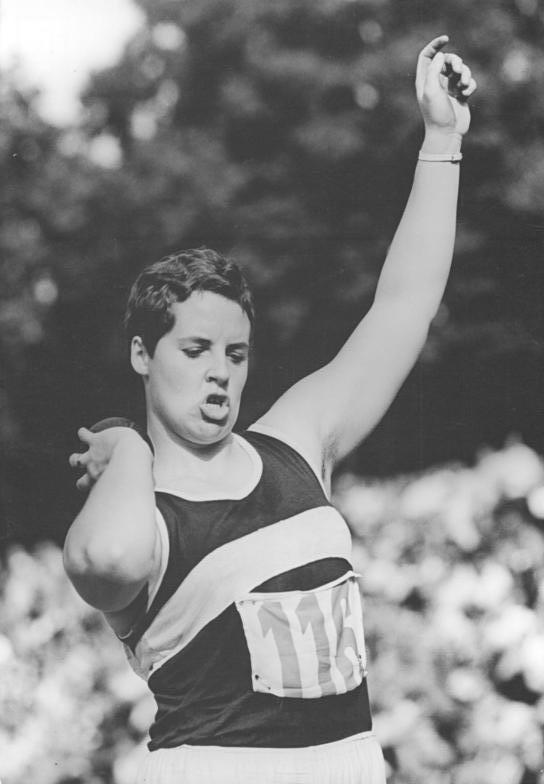
Margitta Gummel – Olympiasiegerin mit Weltrekord

| Platz | Athlet               | Land | Weite (m) |
| ----- | -------------------- | ---- | --------- |
| 1     | Randy Matson         | USA  | 20,54     |
| 2     | George Woods         | USA  | 20,12     |
| 3     | Eduard Guschtschin   | URS  | 20,09     |
| 4     | Dieter Hoffmann      | GDR  | 20,00     |
| 5     | Dave Maggard         | USA  | 19,43     |
| 6     | Władysław Komar      | POL  | 19,28     |
| 7     | Uwe Grabe            | GDR  | 19,03     |
| 8     | Heinfried Birlenbach | FRG  | 18,80     |

Finale am 14. Oktober
In der Qualifikation stellte Randy Matson mit 20,68 m einen olympischen Rekord auf.

### Diskuswurf

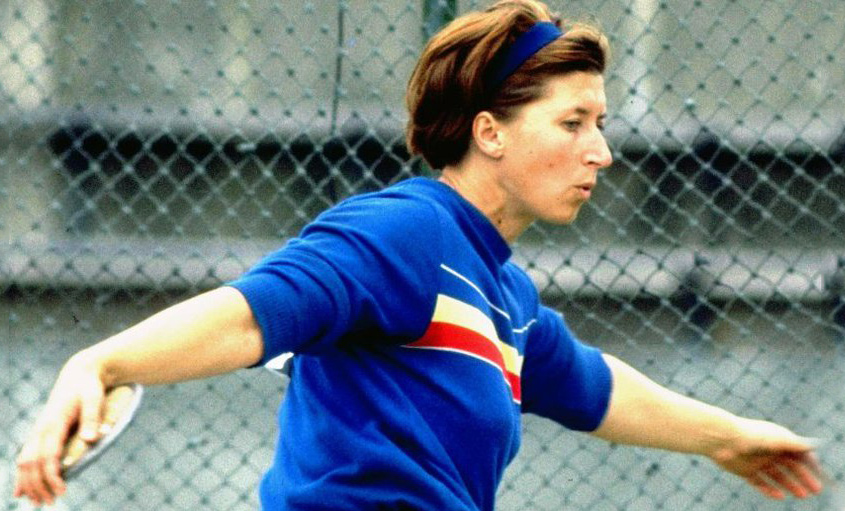
Überraschungsolympiasiegerin Lia Manoliu

| Platz | Athlet            | Land | Weite (m) |
| ----- | ----------------- | ---- | --------- |
| 1     | Al Oerter         | USA  | 64,78 OR  |
| 2     | Lothar Milde      | GDR  | 63,08000  |
| 3     | Ludvík Daněk      | TCH  | 62,92000  |
| 4     | Hartmut Losch     | GDR  | 62,12000  |
| 5     | Jay Silvester     | USA  | 61,78000  |
| 6     | Gary Carlsen      | USA  | 59,46000  |
| 7     | Edmund Piątkowski | POL  | 59,40000  |
| 8     | Ricky Bruch       | SWE  | 59,28000  |

Finale am 15. Oktober

### Hammerwurf
| Platz | Athlet              | Land | Weite (m) |
| ----- | ------------------- | ---- | --------- |
| 1     | Gyula Zsivótzky     | HUN  | 73,36 OR  |
| 2     | Romuald Klim        | URS  | 73,28000  |
| 3     | Lázár Lovász        | HUN  | 69,78000  |
| 4     | Takeo Sugawara      | JPN  | 69,78000  |
| 5     | Sándor Eckschmiedt  | HUN  | 69,46000  |
| 6     | Gennadi Kondraschow | URS  | 69,08000  |
| 7     | Reinhard Theimer    | GDR  | 68,84000  |
| 8     | Helmuth Baumann     | GDR  | 68,26000  |

Finale am 17. Oktober

### Speerwurf

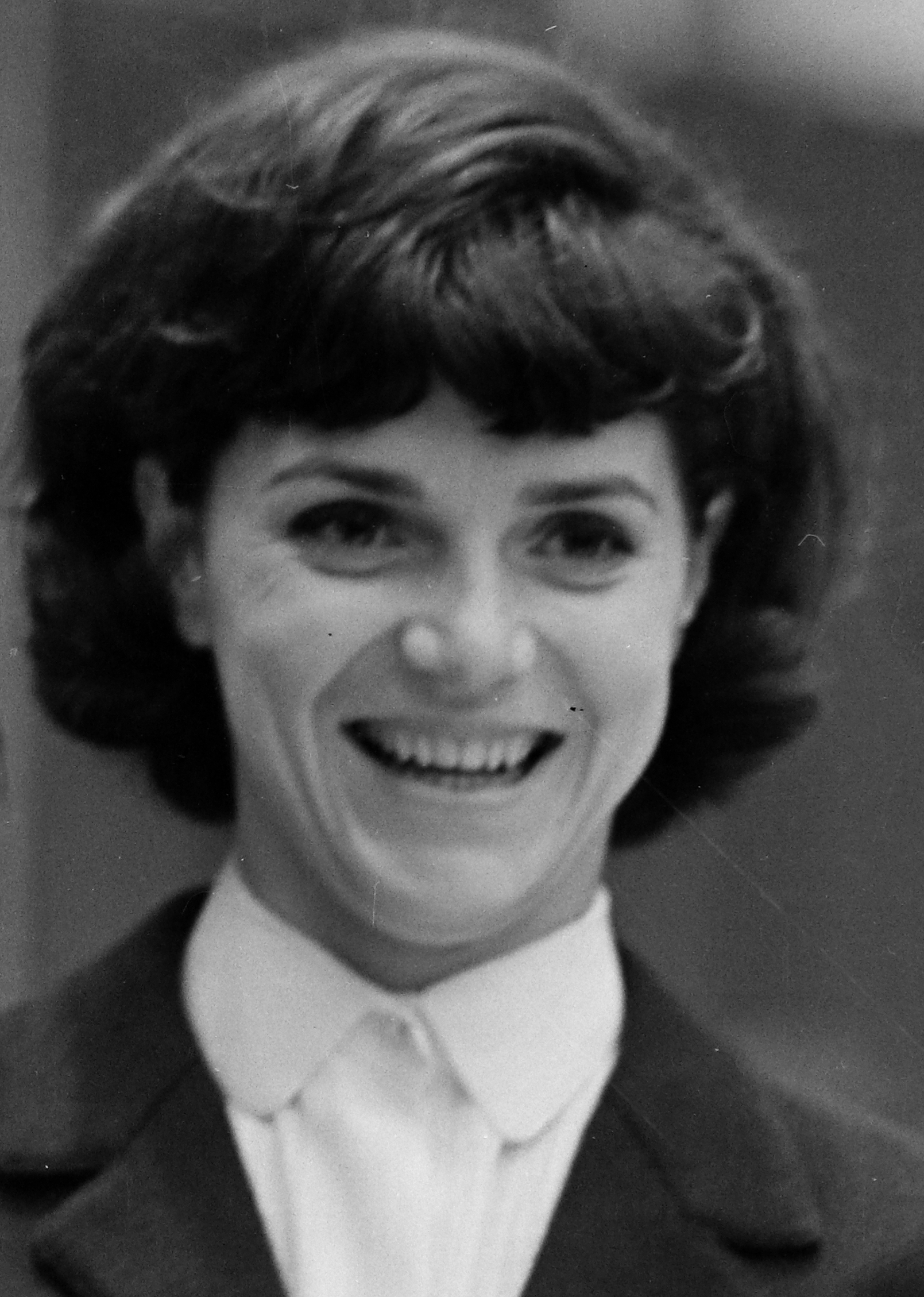
Olympiasiegerin wurde Angéla Németh, spätere Angéla Ránky

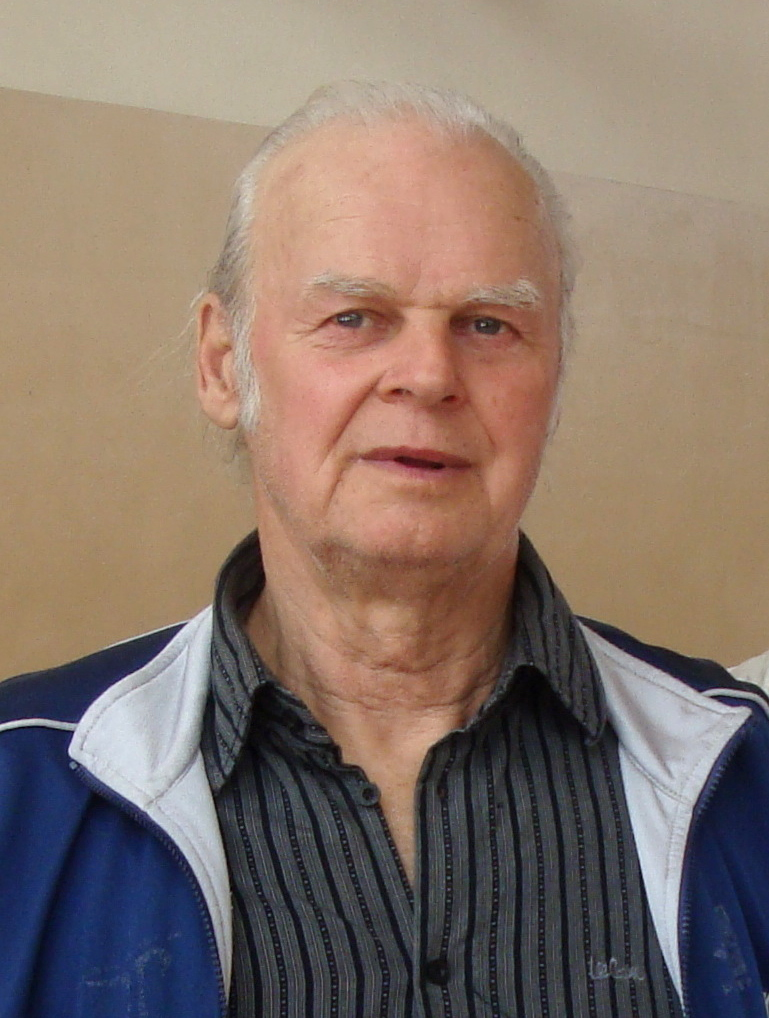
Olympiasieger wurde Topfavorit Janis Lusis (hier im Jahr 2011)

| Platz | Athlet             | Land | Weite (m) |
| ----- | ------------------ | ---- | --------- |
| 1     | Jānis Lūsis        | URS  | 90,10 OR  |
| 2     | Jorma Kinnunen     | FIN  | 88,58000  |
| 3     | Gergely Kulcsár    | HUN  | 87,06000  |
| 4     | Władysław Nikiciuk | POL  | 85,70000  |
| 5     | Manfred Stolle     | GDR  | 84,42000  |
| 6     | Åke Nilsson        | SWE  | 83,48000  |
| 7     | Janusz Sidło       | POL  | 80,58000  |
| 8     | Urs von Wartburg   | SUI  | 80,56000  |

Finale am 16. Oktober

### Zehnkampf
| Platz | Athlet             | Land | P – offiz. Wert. | P – 85er Wert. |
| ----- | ------------------ | ---- | ---------------- | -------------- |
| 1     | Bill Toomey        | USA  | 8193 OR          | 8064           |
| 2     | Hans-Joachim Walde | FRG  | 8111000          | 8032           |
| 3     | Kurt Bendlin       | FRG  | 8064000          | 7984           |
| 4     | Mykola Awilow      | URS  | 7909000          | 7841           |
| 5     | Joachim Kirst      | GDR  | 7861000          | 7702           |
| 6     | Tom Waddell        | USA  | 7720000          | 7620           |
| 7     | Rick Sloan         | USA  | 7692000          | 7553           |
| 8     | Steen Smidt-Jensen | DEN  | 7648000          | 7507           |

18. und 19. Oktober
Gewertet wurde nach der 1962 entwickelten Punktetabelle, die auch bei den letzten Olympischen Spielen verwendet worden war. Zur besseren Einordnung der Leistung sind neben den offiziellen Punkten nach der Wertungstabelle von 1964 die nach dem heutigen Wertungssystem von 1985 umgerechneten Punktzahlen mit angegeben. Nach dieser heute gültigen Tabelle wäre die Reihenfolge der ersten Acht identisch mit dem Resultat von Mexiko-Stadt. Aber diese Vergleiche sind nur Anhaltswerte, denn als Grundlage müssen die jeweils unterschiedlichen Maßstäbe der Zeit gelten.

## Resultate Frauen

### 100 m
| Platz | Athletin         | Land | Offiz. hand- gestoppte Zeit | Inoffiz. elek- tron. Zeit |
| ----- | ---------------- | ---- | --------------------------- | ------------------------- |
| 1     | Wyomia Tyus      | USA  | 11,0 s WR                   | 11,08 s                   |
| 2     | Barbara Ferrell  | USA  | 11,1 s000                   | 11,15 s                   |
| 3     | Irena Szewińska  | POL  | 11,1 s000                   | 11,19 s                   |
| 4     | Raelene Boyle    | AUS  | 11,1 s000                   | 11,20 s                   |
| 5     | Margaret Bailes  | USA  | 11,3 s000                   | 11,37 s                   |
| 6     | Dianne Burge     | AUS  | 11,4 s000                   | 11,33 s                   |
| 7     | Chi Cheng        | TPE  | 11,5 s000                   | 11,53 s                   |
| 8     | Miguelina Cobián | CUB  | 11,6 s000                   | 11,61 s                   |

Finale am 15. Oktober
Wind: +1,2 m/s

### 200 m
| Platz | Athletin         | Land | Offiz. hand- gestoppte Zeit | Inoffiz. elek- tron. Zeit |
| ----- | ---------------- | ---- | --------------------------- | ------------------------- |
| 1     | Irena Szewińska  | POL  | 22,5 s WR                   | 22,58 s                   |
| 2     | Raelene Boyle    | AUS  | 22,7 s000                   | 22,74 s                   |
| 3     | Jennifer Lamy    | AUS  | 22,8 s000                   | 22,88 s                   |
| 4     | Barbara Ferrell  | USA  | 22,9 s000                   | 22,93 s                   |
| 5     | Nicole Montandon | FRA  | 23,0 s000                   | 23,08 s                   |
| 6     | Wyomia Tyus      | USA  | 23,0 s000                   | 23,08 s                   |
| 7     | Margaret Bailes  | USA  | 23,1 s000                   | 23,18 s                   |
| 8     | Jutta Stöck      | FRG  | 23,2 s000                   | 23,25 s                   |

Finale am 18. Oktober
Wind: +2,0 m/s

### 400 m
| Platz | Athletin               | Land | Offiz. hand- gestoppte Zeit | Inoffiz. elek- tron. Zeit |
| ----- | ---------------------- | ---- | --------------------------- | ------------------------- |
| 1     | Colette Besson         | FRA  | 52,0 s ORe                  | 52,03 s                   |
| 2     | Lillian Board          | GBR  | 52,1 s0000                  | 52,12 s                   |
| 3     | Natalja Petschonkina   | URS  | 52,2 s0000                  | 52,25 s                   |
| 4     | Janet Simpson          | GBR  | 52,5 s0000                  | 52,57 s                   |
| 5     | Aurelia Pentón         | CUB  | 52,7 s0000                  | 52,75 s                   |
| 6     | Jarvis Scott           | USA  | 52,7 s0000                  | 52,79 s                   |
| 7     | Helga Henning          | FRG  | 52,8 s0000                  | 52,89 s                   |
| 8     | Hermina van der Hoeven | NED  | 53,0 s0000                  | 53,02 s                   |

Finale am 16. Oktober

### 800 m
| Platz | Athletin           | Land | Zeit (min) |
| ----- | ------------------ | ---- | ---------- |
| 1     | Madeline Manning   | USA  | 2:00,9 OR  |
| 2     | Ileana Silai       | ROM  | 2:02,5000  |
| 3     | Maria Gommers      | NED  | 2:02,6000  |
| 4     | Sheila Taylor      | GBR  | 2:03,8000  |
| 5     | Doris Brown        | USA  | 2:03,9000  |
| 6     | Pat Lowe           | GBR  | 2:04,2000  |
| 7     | Abby Hoffman       | CAN  | 2:06,8000  |
| 8     | Maryvonne Dupureur | FRA  | 2:08,2000  |

Finale am 19. Oktober

### 80 m Hürden
| Platz | Athletin             | Land | Offiz. hand- gestoppte Zeit | Inoffiz. elek- tron. Zeit |
| ----- | -------------------- | ---- | --------------------------- | ------------------------- |
| 1     | Maureen Caird        | AUS  | 10,3 s OR                   | 10,39 s                   |
| 2     | Pam Kilborn          | AUS  | 10,4 s000                   | 10,46 s                   |
| 3     | Chi Cheng            | TPE  | 10,4 s000                   | 10,51 s                   |
| 4     | Patty Van Wolvelaere | USA  | 10,5 s000                   | 10,60 s                   |
| 5     | Karin Balzer         | GDR  | 10,6 s000                   | 10,61 s                   |
| 6     | Danuta Straszyńska   | POL  | 10,6 s000                   | 10,66 s                   |
| 7     | Elżbieta Żebrowska   | POL  | 10,6 s000                   | 10,66 s                   |
| 8     | Tatjana Talyschewa   | URS  | 10,7 s000                   | 10,72 s                   |

Finale am 18. Oktober
Wind: ±0,0 m/s

### 4 × 100 m Staffel
| Pl. | Land           | Athletinnen                                                            | Offiz. hand- gestoppte Zeit | Inoffiz. elek- tron. Zeit |
| --- | -------------- | ---------------------------------------------------------------------- | --------------------------- | ------------------------- |
| 1   | USA            | Barbara Ferrell Margaret Bailes Mildrette Netter Wyomia Tyus           | 42,8 s WR                   | 42,88 s                   |
| 2   | Kuba           | Marlene Elejarde Fulgencia Romay Violetta Quesada Miguelina Cobián     | 43,3 s000                   | 43,36 s                   |
| 3   | Sowjetunion    | Ljudmila Scharkowa Galina Bucharina Wera Popkowa Ljudmila Samotjossowa | 43,4 s000                   | 43,41 s                   |
| 4   | Niederlande    | Wilma van den Berg Mieke Sterk Truus Hennipman Corrie Bakker           | 43,4 s000                   | 43,44 s                   |
| 5   | Australien     | Jennifer Lamy Joyce Bennett Raelene Boyle Dianne Burge                 | 43,4 s000                   | 43,50 s                   |
| 6   | BR Deutschland | Renate Meyer Jutta Stöck Rita Jahn Ingrid Becker                       | 43,6 s000                   | 43,70 s                   |
| 7   | Großbritannien | Anita Neil Maureen Tranter Janet Simpson Lillian Board                 | 43,7 s000                   | 43,78 s                   |
| 8   | Frankreich     | Michèle Alayrangues Gabrielle Meyer Nicole Montandon Sylviane Telliez  | 44,2 s000                   | 44,30 s                   |

Finale am 20. Oktober

### Hochsprung
| Platz | Athletin            | Land | Höhe (m) |
| ----- | ------------------- | ---- | -------- |
| 1     | Milena Rezková      | TCH  | 1,82     |
| 2     | Antonina Okorokowa  | URS  | 1,80     |
| 3     | Walentyna Kosyr     | URS  | 1,80     |
| 4     | Jaroslava Valentová | TCH  | 1,78     |
| 5     | Rita Schmidt        | GDR  | 1,78     |
| 6     | Mária Faithová      | TCH  | 1,78     |
| 7     | Karin Schulze       | GDR  | 1,76     |
| 8     | Ilona Gusenbauer    | AUT  | 1,76     |

Finale am 17. Oktober

### Weitsprung
| Platz | Athletin             | Land | Weite (m) |
| ----- | -------------------- | ---- | --------- |
| 1     | Viorica Viscopoleanu | ROM  | 6,82 WR   |
| 2     | Sheila Sherwood      | GBR  | 6,68000   |
| 3     | Tatjana Talyschewa   | URS  | 6,66000   |
| 4     | Burghild Wieczorek   | GDR  | 6,48000   |
| 5     | Mirosława Sarna      | POL  | 6,47000   |
| 6     | Ingrid Becker        | FRG  | 6,46000   |
| 7     | Berit Berthelsen     | NOR  | 6,40000   |
| 8     | Heide Rosendahl      | FRG  | 6,40000   |

Finale am 14. Oktober

### Kugelstoßen
| Platz | Athletin              | Land | Weite (m) |
| ----- | --------------------- | ---- | --------- |
| 1     | Margitta Gummel       | GDR  | 19,61 WR  |
| 2     | Marita Lange          | GDR  | 18,78000  |
| 3     | Nadeschda Tschischowa | URS  | 18,19000  |
| 4     | Judit Bognár          | HUN  | 17,78000  |
| 5     | Renate Boy            | GDR  | 17,72000  |
| 6     | Iwanka Christowa      | BUL  | 17,25000  |
| 7     | Marlene Fuchs         | FRG  | 17,11000  |
| 8     | Els van Noorduyn      | NED  | 16,23000  |

Finale am 20. Oktober

### Diskuswurf
| Platz | Athletin              | Land | Weite (m) |
| ----- | --------------------- | ---- | --------- |
| 1     | Lia Manoliu           | ROM  | 58,28 OR  |
| 2     | Liesel Westermann     | FRG  | 57,76000  |
| 3     | Jolán Kleiber-Kontsek | HUN  | 54,90000  |
| 4     | Anita Otto            | GDR  | 54,40000  |
| 5     | Antonina Popowa       | URS  | 53,42000  |
| 6     | Olga Connolly         | USA  | 52,96000  |
| 7     | Christine Spielberg   | GDR  | 52,86000  |
| 8     | Brigitte Berendonk    | FRG  | 52,80000  |

Finale am 18. Oktober

### Speerwurf
| Platz | Athletin         | Land | Weite (m) |
| ----- | ---------------- | ---- | --------- |
| 1     | Angéla Németh    | HUN  | 60,36     |
| 2     | Mihaela Peneș    | ROM  | 59,92     |
| 3     | Eva Janko        | AUT  | 58,04     |
| 4     | Márta Rudas      | HUN  | 56,38     |
| 5     | Daniela Jaworska | POL  | 56,06     |
| 6     | Nataša Urbančič  | YUG  | 55,42     |
| 7     | Ameli Koloska    | FRG  | 55,20     |
| 8     | Kaisa Launela    | FIN  | 53,96     |

Finale am 14. Oktober

### Fünfkampf
| Platz | Athletin              | Land | P – offiz. Wert. | P – 81er Wert. |
| ----- | --------------------- | ---- | ---------------- | -------------- |
| 1     | Ingrid Becker         | FRG  | 5098             | 4584           |
| 2     | Liese Prokop          | AUT  | 4966             | 4404           |
| 3     | Annamária Tóth        | HUN  | 4959             | 4394           |
| 4     | Walentina Tichomirowa | URS  | 4927             | 4360           |
| 5     | Manon Bornholdt       | FRG  | 4890             | 4354           |
| 6     | Pat Winslow           | USA  | 4877             | 4301           |
| 7     | Inge Bauer            | GDR  | 4849             | 4287           |
| 8     | Meta Antenen          | SUI  | 4848             | 4312           |

15. und 16. Oktober
Gewertet wurde nach der 1962 entwickelten Punktetabelle, die auch bei den letzten Olympischen Spielen verwendet worden war. Zur besseren Einordnung der Leistung sind neben den offiziellen Punkten nach dieser Wertungstabelle die nach dem heutigen Wertungssystem von 1981 umgerechneten Punktzahlen mit angegeben. Nach dieser heute gültigen Tabelle hätte es bei den engen Abständen eine veränderte Reihenfolge ab Rang vier gegeben. Aber diese Vergleiche sind nur Anhaltswerte, denn als Grundlage müssen die jeweils unterschiedlichen Maßstäbe der Zeit gelten.

## Videolinks
- Full Olympic Film – Mexico City 1968 Olympic Games, youtube.com, abgerufen am 25. September 2021
- "Die Zeitlupe" Olympia '68 in Mexico City, youtube.com, abgerufen am 25. September 2021